# 2А45М
125-мм противотанковая пушка с самодвижением 2А45М «Спрут-Б» — советское/российское самодвижущееся противотанковое орудие. Представляет собой модернизацию пушки Д-13 «Спрут-А» (индекс ГРАУ — 2А45), заключавшуюся в размещении орудия на самодвижущемся лафете от гаубицы Д-30. Предназначена для поражения бронетанковой техники, легкобронированных целей, автомобилей, живой силы и инженерных сооружений противника.
Выпущено 24 единицы.

## Где можно увидеть
- Россия:
  - Падиково — Музей отечественной военной истории в Истринском районе Московской области;
  - Верхняя Пышма, Свердловская область — Музейный комплекс УГМК.